# Aitana
Aitana Ocaña Morales (Sant Climent de Llobregat, 27 juni 1999), beter bekend onder haar artiestennaam Aitana, is een singer-songwriter uit Spanje.